# Piotr Wagner
 Piotr Wagner – generał brygady Wojska Polskiego; od 11 lipca 2022 zastępca Szefa Inspektoratu – Szef
Logistyki w Inspektoracie Wsparcia Sił Zbrojnych.

## Życiorys
W Lutówku rozpoczął naukę w szkole podstawowej, gdzie się uczył przez cztery klasy. Kolejne cztery klasy kontynuował w „Trójce”  w Sępólnie. Następnie podjął naukę  w sępoleńskim liceum. Związany jest z rodzinnym Sępólnem, tutaj ma swoją rodzinę i swój dom.

### Wykształcenie
Absolwent: Wyższej Oficerskiej Szkoły Samochodowej w Pile (1989); Akademii Techniczno-Rolniczej w Bydgoszczy (1995); Studia Podyplomowe na ATR Bydgoszcz (1998); Studia Podyplomowe na Uniwersytecie Opolskim (2011); kurs doskonalący w USA (2004); kursy doskonalące i kwalifikacyjne w Akademii Obrony Narodowej (2007 i 2011); studia Polityki Obronnej w Akademii Sztuki Wojennej (2022).

### Przebieg służby wojskowej
Piotr Wagner we wrześniu 1985 podjął studia wojskowe jako podchorąży w Wyższej Oficerskiej Szkole Samochodowej w Pile, które ukończył w 1989 uzyskując dyplom inżyniera – dowódcy. W sierpniu tego roku był promowany na pierwszy stopień oficerski – podporucznika. W 1989 rozpoczął służbę na stanowisku Szefa Służby Samochodowej w 10 batalionie rurociągów dalekosiężnych w Rów. W lipcu 1992 został służbowo skierowany do Grudziądza, gdzie pełnił służbę zawodową w 2 pułku przeciwchemicznym na stanowisku Szefa Służby Samochodowej, a po przeformowaniu jednostki w 2 batalion obrony przeciwchemicznej w Grudziądzu pełnił służbę na stanowisku kierownika sekcji technicznej. W lipcu 1997 skierowany został do pełnienia służby w Pomorskim Okręgu Wojskowym w Bydgoszczy, którą pełnił do 2007 na różnych stanowiskach w pionie techniki.

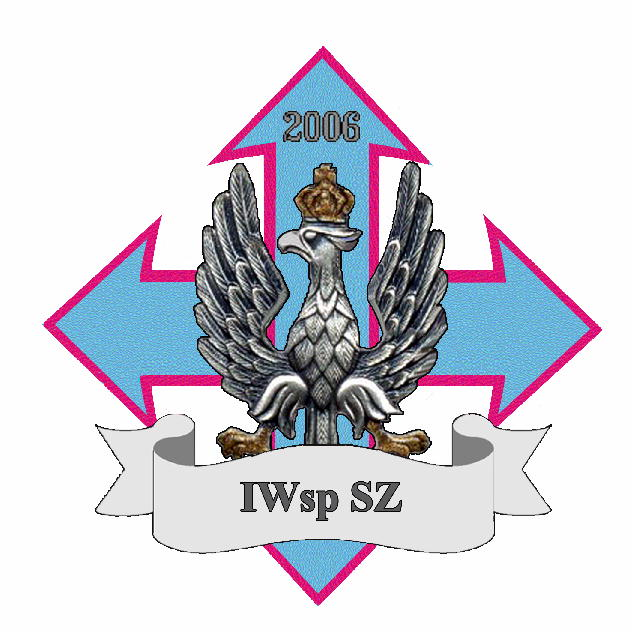
Od 2022 jest zastępcą dowódcy Inspektoratu Wsparcia Sił Zbrojnych

W marcu 2007 został skierowany służbowo do Czarnego, gdzie dowodził do 2010 52 batalionem remontowym. Od października 2008 do maja 2009 przebywał w PKW Afganistan na stanowisku zastępcy Dowódcy Kontyngentu-Dowódcy Narodowego Elementu Wsparcia – Szefa Logistyki PKW. W kwietniu 2010 został skierowany do Bydgoszczy, gdzie objął stanowisko Szefa Logistyki w 1 Brygadzie Logistycznej pełniąc służbę do 19 kwietnia 2013. W kwietniu 2013 otrzymał skierowanie służbowe do Warszawy, gdzie rozpoczął służbę na stanowisku zastępcy Szefa Oddziału Planowania Zabezpieczenia Logistycznego Wojsk w Zarządzie Logistyki-P4 Sztabu Generalnego Wojska Polskiego na stanowisku Zastępcy Szefa Oddziału Planowania Zabezpieczenia Logistycznego Wojsk. W kwietniu 2014 został wyznaczony na stanowisko Szefa Oddziału Planowania Zabezpieczenia Logistycznego Wojsk. W listopadzie 2016 został wyznaczony na stanowisko zastępcy Szefa Służb Technicznych w Inspektoracie Wsparcia Sił Zbrojnych. Z dniem 23 lipca 2018 objął stanowisko Szefa Służb Technicznych. Z dniem 1 grudnia 2020 objął stanowisko zastępcy Szefa Logistyki IWsp SZ. 11 lipca 2022 w Warszawie minister obrony narodowej Mariusz Błaszczak wyznaczył płk. Piotra Wagnera na zastępcę szefa inspektoratu – szefa logistyki w Inspektoracie Wsparcia Sił Zbrojnych. 3 maja 2023 prezydent RP Andrzej Duda mianował go na stopień generała brygady. 9 stycznia 2025 r. decyzją Ministra Obrony Narodowej objął obowiązki szefa Inspektoratu Wsparcia Sił Zbrojnych. Zainteresowania generała to sport (siatkówka, piłka nożna), motoryzacja.

## Awanse
- podporucznik – 1989[3]

(...)
- generał brygady – 3 maja 2023[12]

## Ordery, odznaczenia i wyróżnienia[3]
- Brązowy Krzyż Zasługi[13]
- Wojskowy Krzyż Zasługi[14]
- Srebrny Medal za Długoletnią Służbę
- Gwiazda Afganistanu
- Medal NATO za misję ISAF
- Złoty Medal „Za zasługi dla obronności kraju”
- Złoty Medal „Siły Zbrojne w Służbie Ojczyzny”
- Odznaka tytułu honorowego "Zasłużony Żołnierz RP"
- Odznaka Honorowa Wojsk Lądowych
- Buzdygan Honorowy
- Odznaka Okolicznościowa Ministra Obrony Narodowej
- Odznaka Pamiątkowa Sztabu Generalnego WP
- Odznaka pamiątkowa Inspektoratu Wsparcia Sił Zbrojnych – 2022 (ex officio)

i inne